# Tundla Kham
Tundla Kham es  una ciudad censal situado en el distrito de Firozabad en el estado de Uttar Pradesh (India). Su población es de 7079 habitantes (2011). 

## Demografía
Según el  censo de 2011 la población de Tundla Kham era de 7079 habitantes, de los cuales 3707 eran hombres y 3372 eran mujeres. Tundla Kham tiene una tasa media de alfabetización del 81,02%, superior a la media estatal del 67,68%: la alfabetización masculina es del 89,90%, y la alfabetización femenina del 71,33%.

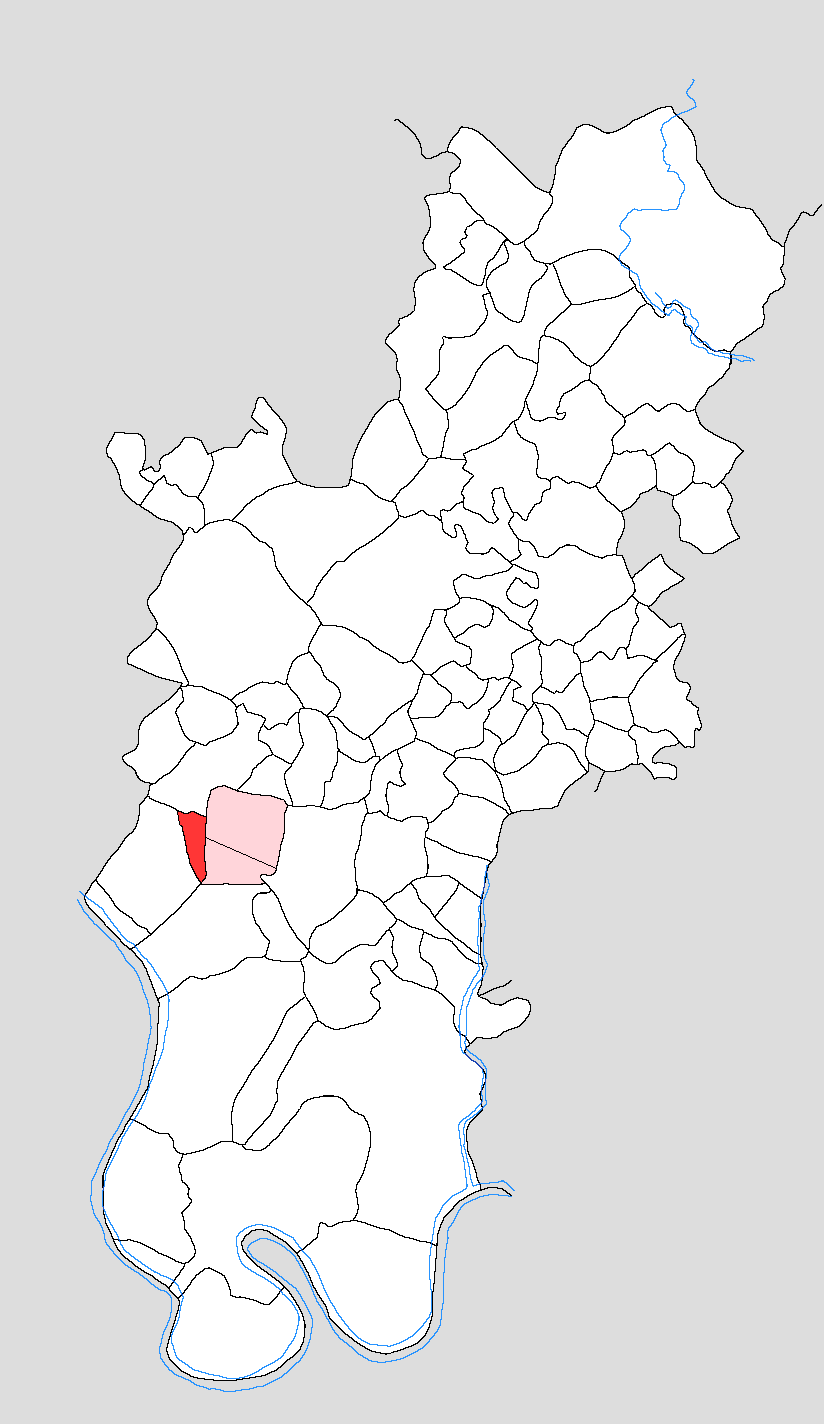
mapa

Idioma : Hindi and Urdu